# Quarta Aliyà
La Quarta Aliyà es refereix a la quarta ona d'immigració jueva a Israel, provinent d'Europa i Àsia, entre els anys 1924 i 1928. Els seus membres sostenien una ideologia de base sionista. Aliyà (hebreu: עליה‎, literalment ‘ascens') és la paraula utilitzada per anomenar la immigració jueva cap a la Terra d'Israel, un dels preceptes d'aquesta religió.

## Antecedents
La primera gran onada migratòria jueva moderna, coneguda com la Primera Aliyà (Hebrew: עלייה), començà el 1881, amb la fugida massiva dels jueus dels pogroms de l'Europa oriental. La Segona Aliyà (1904-1914), començà després del pogrom de Kixiniov (Ara Chișinău) i en ella uns 40.000 jueus s'establiren a Palestina, i inclogué pioners socialistes que establiren el moviment dels quibuts.
Arthur Balfour, el secretari britànic d'afers exteriors, en una altra carta dirigida al Lord Lionel Walter Rothschild expressà el seu desig per l'establiment d'una llar nacional per al poble jueu a Palestina, en allò que es coneix com la Declaració Balfour de 1917. Tanmateix, el Regne Unit, França i Rússia havien planejat, en els Acords Sykes-Picot, el futur del territori. El 20 de març de 1920, els delegats palestins rebutjaren la Declaració de Balfour el Congrés general siri, però l'abril del 1920, en una conferència de pau a San Remo, Itàlia, els aliats dividiren els territoris: Síria i el Líban serien administrats per França i Palestina pel Regne Unit. Després de la primera guerra mundial tingué lloc la Tercera Aliyà.
El 1922, la Lliga de Nacions atorgà al Regne Unit el mandat sobre Palestina sota els termes similars als de la Declaració de Balfour.

## La quarta Aliyà
Moltes de les onades migratòries d'aquell període es van produir a conseqüència de l'augment de l'antisemitisme a tot Europa. En 1924 la crisi econòmica a Israel va acabar, i coincidint amb la restrictiva quota d'immigració dels Estats Units d'Amèrica, imposada a partir de 1923, el caràcter i la composició de la immigració a la Terra d'Israel va canviar, doncs els que fins llavors eren pioners sionistes, es van convertir en membres de la classe mitjana jueva que es van traslladar a les ciutats en creixement, creant petites i mitjanes empreses i indústries lleugeres. Aquests períodes es defineixen com onades migratòries independents.
En la Quarta Aliyà uns 80.000 immigrants van arribar a la Terra d'Israel, principalment dels països de l'Europa de l'Est. La meitat dels immigrants procedien de Polònia, degut a les reformes econòmiques de Władysław Grabski, i de la resta de la Unió de Repúbliques Socialistes Soviètiques (URSS), Romania i Lituània. També el 12 % dels immigrants van arribar d'Àsia, principalment del Iemen i de l'Iraq. Des de la resta d'Europa i Amèrica van arribar uns pocs immigrants. La contribució dels immigrants als assentaments jueus en aquells anys va ser molt important i decisiva.
Aquesta gran ona d'immigració, iniciada en 1924, va portar un ràpid desenvolupament urbà, principalment a Tel-Aviv, que va aconseguir absorbir una quantitat considerable d'immigrants. Però durant els anys 1926-1927 es va produir una crisi econòmica al país, la més difícil que va haver-hi durant el període del Mandat Britànic de Palestina, encara que va haver-hi una lleu millora de la situació econòmica entre els anys 1928 i 1929. En esclatar la crisi mundial de 1929, va ressorgir la crisi a Palestina amb una major intensitat. En el període de la crisi, al voltant de 23.000 immigrants van decidir abandonar el país.